# 自然與人文數位博物館
自然與人文數位博物館，為中華民國國立自然科學博物館數位典藏的網站，馆藏分六個大類：動物學、植物學、地質學、人文學、菌類學、藻類學，设有互動式的數位學習單元。

## 外部連結
- 自然與人文數位博物館官方網站 （页面存档备份，存于）（繁體中文）